# Gilberto Hernández (calciatore)
Gilberto Hernández Bultrón (Colón, 26 giugno 1997 – Colón, 3 settembre 2023) è stato un calciatore panamense.

## Biografia

### Caratteristiche tecniche
Ha giocato principalmente nel ruolo di difensore centrale, nonostante potesse ricoprire agevolmente anche una posizione più da terzino su entrambe le fasce, o talvolta è stato schierato anche nella posizione di esterno a tutta fascia.

## Carriera

### Club
Ha iniziato a giocare a calcio nel 2018, con la squadra dell'Árabe Unido, per la quale è rimasto tesserato fino al 2022, quando si è trasferito all'Herrera dopo 60 presenze e un gol. Alla nuova squadra colleziona 13 gettoni e una rete, prima di cambiare maglia e trasferirsi al Club Atletico Independiente di La Chorrera,, con cui gioca due stagioni e vince altrettanti titoli, cioè la Clausura del 2022 e l'Apertura del 2023. Hernández contribuisce con 32 partite e 7 gol in totale.
Ha giocato la sua ultima partita il 23 agosto 2023, in un incontro valido per la quarta giornata della Central American Cup vinto 2-1 sul Real Estelí. È stato sostituito dopo 79 minuti.

### Nazionale
Viene convocato dalla Nazionale U-22 per partecipare ai Giochi Panamericani del 2019.
Il suo esordio con la Nazionale maggiore avviene il 12 marzo 2023 nell'amichevole pareggiata 1-1 contro Guatemala.
Giocherà anche, da subentrato, l'amichevole che la Roja disputa contro i Campioni del Mondo in carica dell'Argentina, il 24 marzo, persa per 2-0 dalla sua squadra.

## Assassinio
Hernández viene ucciso a colpi di arma da fuoco il 3 settembre 2023, nella sua città natale. Secondo le dichiarazioni, il giocatore si trovava alla Calle 5 di Avenida Herrera insieme ad altre 7 persone, quando due uomini incappucciati sono scesi da un taxi e hanno sparato contro il gruppo. Il numero 14 della Nazionale è l'unico ad aver perso la vita, in quanto tutti coloro che si trovavano in sua compagnia sono rimasti feriti gravemente ma non abbastanza da morire. Le autorità hanno dichiarato di aver arrestato un sospettato rifiutandosi di fornire ulteriori informazioni.

## Statistiche

### Cronologia presenze e reti in nazionale
| Cronologia completa delle presenze e delle reti in nazionale ― Panama under 22 | Cronologia completa delle presenze e delle reti in nazionale ― Panama under 22 | Cronologia completa delle presenze e delle reti in nazionale ― Panama under 22 | Cronologia completa delle presenze e delle reti in nazionale ― Panama under 22 | Cronologia completa delle presenze e delle reti in nazionale ― Panama under 22 | Cronologia completa delle presenze e delle reti in nazionale ― Panama under 22 | Cronologia completa delle presenze e delle reti in nazionale ― Panama under 22 | Cronologia completa delle presenze e delle reti in nazionale ― Panama under 22 |
| Data                                                                           | Città                                                                          | In casa                                                                        | Risultato                                                                      | Ospiti                                                                         | Competizione                                                                   | Reti                                                                           | Note                                                                           |
| ------------------------------------------------------------------------------ | ------------------------------------------------------------------------------ | ------------------------------------------------------------------------------ | ------------------------------------------------------------------------------ | ------------------------------------------------------------------------------ | ------------------------------------------------------------------------------ | ------------------------------------------------------------------------------ | ------------------------------------------------------------------------------ |
| 29-7-2019                                                                      | Lima                                                                           | Panama under 22                                                                | 0 – 0                                                                          | Messico under 22                                                               | Giochi Panamericani - 1º turno                                                 | -                                                                              |                                                                                |
| 7-8-2019                                                                       | Lima                                                                           | Giamaica under 22                                                              | 0 – 4                                                                          | Panama under 22                                                                | Giochi Panamericani - Finale per il 5º posto                                   | -                                                                              |                                                                                |
| Totale                                                                         |                                                                                | Presenze                                                                       | 2                                                                              |                                                                                | Reti                                                                           | 0                                                                              |                                                                                |

| Cronologia completa delle presenze e delle reti in nazionale ― Panama | Cronologia completa delle presenze e delle reti in nazionale ― Panama | Cronologia completa delle presenze e delle reti in nazionale ― Panama | Cronologia completa delle presenze e delle reti in nazionale ― Panama | Cronologia completa delle presenze e delle reti in nazionale ― Panama | Cronologia completa delle presenze e delle reti in nazionale ― Panama | Cronologia completa delle presenze e delle reti in nazionale ― Panama | Cronologia completa delle presenze e delle reti in nazionale ― Panama |
| Data                                                                  | Città                                                                 | In casa                                                               | Risultato                                                             | Ospiti                                                                | Competizione                                                          | Reti                                                                  | Note                                                                  |
| --------------------------------------------------------------------- | --------------------------------------------------------------------- | --------------------------------------------------------------------- | --------------------------------------------------------------------- | --------------------------------------------------------------------- | --------------------------------------------------------------------- | --------------------------------------------------------------------- | --------------------------------------------------------------------- |
| 12-3-2023                                                             | San Jose                                                              | Guatemala                                                             | 1 – 1                                                                 | Panama                                                                | Amichevole                                                            | -                                                                     |                                                                       |
| 23-3-2023                                                             | Buenos Aires                                                          | Argentina                                                             | 2 – 0                                                                 | Panama                                                                | Amichevole                                                            | -                                                                     | 68’                                                                   |
| Totale                                                                |                                                                       | Presenze                                                              | 2                                                                     |                                                                       | Reti                                                                  | 0                                                                     |                                                                       |